# Rhaphidophora angustata
Rhaphidophora angustata là một loài thực vật có hoa trong họ Ráy (Araceae). Loài này được Schott miêu tả khoa học đầu tiên năm 1863.